# عبد الإله بلقزيز
عبد الإله بلقزيز مفكر مغربي معاصر حاصل على شهادة دكتوراة الفلسفة من جامعة محمد الخامس بالرباط. ويشغل منصب أمين عام المنتدى المغربي العربي في الرباط، وهو أيضاً مدير الدراسات في «مركز دراسات الوحدة العربية» في بيروت سابقاً. نشر مئات المقالات في صحف عربية عدة منها: الخليج والحياة والسفير والنهار، وقد صدر له واحد وثلاثون كتاباً.

## مؤلفاته
له مؤلفات عديدة، منها:
- المسألة الوطنية الفلسطينية (1989)
- إشكالية المرجع في الفكر العربي المعاصر-  دار المنتخب العربي (1992)
- الحركة الوطنية المغربية والمسألة القومية، 1947 - 1986: محاولة في التأريخ - مركز دراسات الوحدة العربية (1992)
- الخطاب الإصلاحي في المغرب - منتدى المعارف (1997)
- عرس الدم في الجزائر- شراع (1998)
- في البدء كانت الثقافة - نحو وعي عربي متجدد بمسألة الثقافة - دار أفريقيا الشرق (1998)
- المقاومة وتحرير جنوب لبنان - مركز دراسات الوحدة العربية (2000)
- العنف والديمقراطية - دار الكنوز الأدبية (2000)
- زمن الانتفاضة - منشورات الزمن (2000)
- في الديمقراطية والمجتمع المدني - دار أفريقيا الشرق (2000)
- الإسلام والسياسة - دور الحركة الإسلامية في صوغ المجال العام - المركز الثقافي العربي (2001)
- العولمة والممانعة: دراسات في المسألة الثقافية - دار الحوار (2002)
- من العروبة إلى العروبة - الشركة العالمية للكتاب (2003)
- الدولة في الفكر الإسلامي المعاصر - مركز دراسات الوحدة العربية  (2004)
- العرب وإسرائيل: عن صراع لن ينتهي - الشركة العالمية للكتاب(2004)
- النبوة والسياسة - مركز دراسات الوحدة العربية (2005)
- تكوين المجال السياسي الإسلامي - مركز دراسات الوحدة العربية (2005)
- أزمة المشروع الوطني الفلسطيني من "فتح" إلى "حماس - مركز دراسات الوحدة العربية (2006)
- حزب الله .. من التحرير الى الردع 1982-2006 - مركز دراسات الوحدة العربية (2006)
- العرب والحداثة: دراسة في مقالات الحداثيين - مركز دراسات الوحدة العربية (2007)
- حالة الحصار- دار الآداب (2008)
- الدولة والمجتمع: جدليات التوحيد والانقسام في الاجتماع العربي المعاصر- الشبكة العربية للأبحاث (2008)
- رائحة المكان - منتدى المعارف (2010)
- نقد الخطاب القومي  - مركز دراسات الوحدة العربية (2010)
- نهاية الداعية: الممكن والممتنع في أدوار المثقفين - الشبكة العربية للأبحاث (2010)
- من النهضة إلي الحداثة - مركز دراسات الوحدة العربية (2011)
- ثورات وخيبات: في التغيير الذي لم يكتمل -  منتدى المعارف (2012)
- الحركة  - منتدى المعارف (2012)
- الفتنة و الانقسام - مركز دراسات الوحدة العربية (2012)
- صيف جليدي - منتدى المعارف (2012)
- الدولة والسلطة والشرعية - منتدى المعارف (2013)
- ليليات - منتدى المعارف (2013)
- محمد عابد الجابري ونقد العقل العربي - مركز دراسات الوحدة العربية (2013)
- نقد التراث - مركز دراسات الوحدة العربية (2014)
- النبوة والسياسة - مركز دراسات الوحدة العربية (2014)
- من الإصلاح إلى النهضة - مركز دراسات الوحدة العربية (2014)
- الدولة في الفكر الإسلامي المعاصر - مركز دراسات الوحدة العربية (2015)
- الدولة والدين في الاجتماع العربي والإسلامي - منتدى المعارف (2015)
- تكوين المجال السياسي: الفتنة والانقسام - مركز دراسات الوحدة العربية (2015)
- على صهوة الكلام - منتدى المعارف (2016)
- نقد الثقافة الغربية .. في الاستشراق والمركزية الاوروبية (2016)
- ما بعد "الربيع العربي": أسئلة مستقبلية - المركز الثقافي للكتاب (2017)
- من الإصلاحية إلى المشروع النهضوي - المركز الثقافي للكتاب (2018)
- المسألة الكيانية والعولمة - المركز الثقافي للكتاب (2018)
- الديني والدنيوي: نقد الوساطة والكهنتة - منتدى المعارف (2018) [3]
- نقد السياسة : في أمراض العمل السياسي - المركز الثقافي للكتاب (2019) [4]
- الماضون إلى الماضي ؛ سردية - منتدى المعارف (2020)
- الجماعة السياسية والمواطنة - المركز الثقافي للكتاب (2020)
- في الدولة : الأصول الفلسفية - منتدى المعارف (2020)
- ثورة في الرؤوس : في الماركسية والاشتراكية واليسار - المركز الثقافي للكتاب (2021)
- ما قبل الاستشراق: الإسلام في الفكر الديني المسيحي - مركز دراسات الوحدة العربية (2021)
- خلف قضبان كورونا ؛ يوميات - تأملات  - منتدى المعارف (2021)
- سياسات الإسلام في الفكر العربي المعاصر- منتدى المعارف (2021)
- الغرب : صور ومفارقات سردية نقدية - منتدى المعارف (2022)
- مزاج منثور - منتدى المعارف (2022)
- مسالك التقدم : مداخل في الأسس والسياسات - مركز دراسات الوحدة العربية (2022)
- أول التكوين - المركز الثقافي للكتاب (2023)
- الثقافة ؛ المعرفة والإيديولوجيا - دار الساقي (2024)  [5] [6] [7]
- المتغيرات والصيرورات: قراءة في معطيات عالم متحوِّل-دار الساقي (2024)

## جوائز
في 2013، نال جائزة السلطان قابوس للثقافة والفنون والآداب في دورتها الثانية في فرع الثقافة عن مجال قضايا الفكر المعاصر.